# Frauenkirchen
Frauenkirchen (węg. Boldogasszony, Fertőboldogasszony) – miasto w Austrii, w kraju związkowym Burgenland, w powiecie Neusiedl am See. Liczy 2,84 tys. mieszkańców (1 stycznia 2014).